# Slag bij Cumae
De Slag bij Cumae was een zeeslag tussen de Etrusken en de stadstaten Cumae en Syracuse in het jaar 474 v.Chr.. Toen Cumae in in dat jaar bedreigd werd door een grote Etruskische vloot stuurde ze een delegatie naar Syracuse om hulp te vragen. Hiëro I van Syracuse ging hiermee akkoord en tijdens de zeeslag die volgde wisten de steden de vloot van de Etrusken te verslaan waarmee het gevaar voor Cumae geweken was.